# Ludwig Lohde
Ludwig Lohde (* 11. April 1806 in Berlin; † 25. September 1875 ebenda) war ein deutscher Architekt, Bauforscher und Hochschullehrer.

## Leben
Ludwig Lohde besuchte das Friedrichwerdersche Gymnasium, studierte bei Karl Friedrich Schinkel an der Berliner Bauakademie und trat schon früh in Schinkels Atelier ein. Lange Zeit gehörte er dort mit Gustav Stier zu den besten Zeichnern des Unternehmens und brachte später nach Schinkels Tod auch einige von dessen Schriften heraus (Schinkel’s Möbelentwürfe, 1835–1837). Zu Beginn der 1840er Jahre lebte er zeitweise in Wien, wo er die Allgemeine Bauzeitung redigierte. Er wandelte sich immer mehr vom Praktiker zum Theoretiker und Wissenschaftler und wurde zu einem der ersten Bauforscher. Lohde lehrte später als Professor am Königlichen Gewerbe-Institut in Berlin, zeitweise auch an der Bauakademie. 1854/55 gab er in Verbindung mit Franz Kugler und Jacob Burckhardt das vierbändige Werk Gailhabaud’s Denkmäler der Baukunst heraus. Er erreichte ein so hohes Ansehen, dass er 1860 die Festrede zum Winckelmann-Fest der Archäologischen Gesellschaft zu Berlin halten durfte, die auch als 20. Programm zum Winckelmannsfeste der Archäologischen Gesellschaft zu Berlin erschien. Er forschte überwiegend zur Architektur der antiken Griechen und Römer, aber etwa auch zur Baugeschichte des Kölner Doms. Mit Franz Mertens erbrachte er den Beweis, dass die Gotik ihren Anfang in Frankreich hatte.
Lohde heiratete 1866 die Schriftstellerin Clarissa Leyden (1836–1915), sie war später in dritter Ehe mit Lohdes engem Freund Karl Bötticher verheiratet. Er war ein enger Verbündeter Böttichers bei der Verbreitung von dessen Theorien, die er auch als akademischer Lehrer an seine Studenten weitergab. Sein Sohn Max Lohde war ein bekannter Historienmaler.